# Südstadt (Rostock)
La Südstadt («città meridionale») è un quartiere della città tedesca di Rostock.